# Windows NT 3.51
Windows NT 3.51 és la tercera versió de la línia de sistemes operatius Microsoft Windows NT. Va alliberar-se el 30 de maig de 1995, nou mesos després de Windows NT 3.5. Presenta dues millores notables: en primer lloc NT 3.51 va ser el primer d'una efímera sortida de Microsoft Windows a l'arquitectura de CPUs PowerPC. El segon és l'augment més significatiu que s'ofereix a través de l'alliberament que proporciona el model client/servidor per a interoperar amb Windows 95, que va ser alliberat tres mesos després de NT 3.51. Windows NT 4.0 es va convertir en el seu successor, un any més tard, Microsoft va seguir donant suport a Windows NT 3.51 fins al 31 de desembre de 2001.

## Descripció general
El llançament de Windows NT 3.51 va ser anomenat "l'alliberament PowerPC" de Microsoft. La intenció original era alliberar una edició de NT 3.5 per a PowerPC, però l'acord de Microsoft amb David Thompson, "bàsicament es van asseure al voltant de 9 mesos, mentre esperem acabar la correcció d'errors per al maquinari Power PC d'IBM"'. També van ser alliberades edicions de NT 3.51 per a arquitectures Intel x86, MIPS, DEC Alpha.
Malgrat la diferència significativa en la base del nucli, Windows NT 3.51 és fàcilment capaç d'executar un gran nombre d'aplicacions Win32 dissenyades per a Windows 95. Les aplicacions més recents de 32 bits no funcionen, els desenvolupadors han impedit que la seva aplicació treballi amb qualsevol versió de Windows anterior a Windows 98, també perquè algunes aplicacions podrien no funcionar correctament amb l'antiga interfície de Windows NT 3.51. Malgrat això, Microsoft en les seves aplicacions omet la qüestió, allibera versions de 32 bits de Microsoft Office fins a Office 97 SR2b, però confia amb la tecnologia de les versions de 16 bits d'Internet Explorer. Això és probablement a causa del fet que les versions de 32 bits d'Internet Explorer 4.0 i posteriors, s'integren amb l'escriptori de Windows 95, i NT 3.51 segueix utilitzant l'escriptori de Windows 3.1. Més tard, fins al IE 5.0, però no abans de les versions 5.x.
Microsoft també va publicar versions de prova d'un dipòsit d'actualització, amb el nom de Shell Technology Preview. L'actualització va ser dissenyada per a substituir el gestor de programes i l'administrador d'arxius de Windows 3.x basat en un dipòsit amb l'Explorador de Windows amb la que basava la interfície gràfica d'usuari. L'alliberament proporcionava característiques molt similars a la de Windows "Chicago" (nom en clau per a Windows 95) al seu dipòsit durant les fases finals de la versió beta, però estava destinada a ser res més que una versió de prova. Hi ha dues emissions públiques de la Shell Technology Preview, posada a disposició dels usuaris de MSDN i CompuServe; el 26 de maig de 1995 i 8 d'agost de 1995. Ambdues celebracions amb l'Explorador de Windows basat amb 3.51.1053.1. El programa Shell Technology Preview mai va veure una versió final a NT 3.51. Tot i que el programa es va traslladar a Cairo a través del grup de desenvolupament integrat, finalment el nou disseny del shell amb codi NT s'integra amb el llançament de NT 4.0 al juliol de 1996.
Es van alliberar cinc Service Pack per a NT 3.51, que van introduir dues correccions d'errors i noves funcionalitats. El Service Pack 5, per exemple, fixa les qüestions relacionades amb el problema de l'any 2000.
NT 3.51 va ser l'últim de la sèrie NT que va funcionar en un processador Intel 80386. Això, juntament a la seva capacitat per utilitzar particions HPFS (Windows 2000 i versions posteriors no ho fan), i la seva capacitat d'executar almenys algunes de les API comuns de control, fan que encara es trobi en un bon lloc per a l'ús ocasional en màquines més antigues.

## Requeriments de sistema
|                          | "Windows NT Workstation" | "Windows NT Server"      |
| ------------------------ | ------------------------ | ------------------------ |
| Processador              | processador 386 o 486/25 | processador 386 o 486/25 |
| Memòria                  | 12 MB RAM                | 16 MB RAM                |
| Targeta gràfica          | vídeo VGA                | vídeo VGA                |
| Espai lliure al disc dur | 90 MB                    | 90 MB                    |